# Maxhütte (Zwickau)
Maxhütte ist eine Siedlung der Stadt Zwickau, die seit 2008 Kreisstadt des Landkreises Zwickau im Freistaat Sachsen ist. Der Ort liegt südwestlich des Stadtzentrums im Stadtbezirk Zwickau-West. Die Siedlung Maxhütte gehört zum Stadtteil Gebiet Reichenbacher Straße und Freiheitssiedlung, welcher die amtliche Nummer 41 trägt. Am 1. April 1939 wurde Maxhütte zusammen mit Brand von Lichtentanne nach Zwickau umgegliedert.

## Geographie

### Lage und Verkehr
Er liegt südwestlich des Stadtzentrums an der Bundesstraße 173 („Reichenbacher Straße“) zwischen dem einstigen Reichsbahnausbesserungswerk Zwickau und den Gleisen der Bahnstrecken Dresden–Werdau und Zwickau–Falkenstein im Norden und dem Flugplatz Zwickau im Südosten. Neben der um 1900 entstandenen Arbeitersiedlung ist Maxhütte durch eine hohe Ansiedlung von Betrieben und Gewerben geprägt.
Im Bereich des ÖPNV ist Maxhütte durch die Buslinie 29 der Städtischen Verkehrsbetriebe Zwickau mit dem Stadtzentrum verbunden.

### Nachbarorte
Im Norden grenzt Maxhütte an Marienthal, im Nordwesten an Brand und im Süden an Neuplanitz. Da zwischen Neuplanitz und Maxhütte eine weite Felderlandschaft liegt, sind die beiden Orte jedoch städtebaulich voneinander getrennt. Westlich von Maxhütte ist die „Freiheitssiedlung“ gelegen. Sie wurde am 1. Januar 1999 von Lichtentanne ausgegliedert und in die Stadt Zwickau eingemeindet.

## Geschichte
Die Geschichte der heute zu Zwickau gehörigen Siedlung Maxhütte südwestlich des Zwickauer Hauptbahnhofs begann im letzten Jahrzehnt des 19. Jahrhunderts. Im August 1893 stellte die Königin Marienhütte im nahen Cainsdorf, 1892 als das größte Eisenwerk Sachsens bezeichnet, aufgrund des Versiegens der Erzvorräte aus der Umgebung die Produktion von Roheisen im Hochofen ein. Dadurch endete der Blocklieferungsvertrag, den die Maxhütte in Unterwellenborn, ein 1872 gegründetes thüringisches Zweigwerk der Maximilianshütte im oberpfälzischen Sulzbach-Rosenberg, mit der Königin-Marienhütte in Cainsdorf hatte. Der Generaldirektor der Maxhütte in Rosenberg entschied, auf dem damals zur Gemeinde Lichtentanne gehörigen Areal südwestlich des Zwickauer Hauptbahnhofs ein neues Thomas-Stahl-Werk mit angeschlossenen Walzwerk zu errichten.
Für das neue Werk der Maxhütte erfolgte im Jahr 1893 der Erwerb von Grundstücken im Westen der heutigen Stadt Zwickau (Marienthaler Flur) und in der angrenzenden Gemeinde Lichtentanne. 1895 begann der Bau des nach dem damaligen sächsischen König Albert benannten Stahlwerks mit Block- und Fertigstraßen. Die Inbetriebnahme erfolgte am 10. August 1898. Dem Stahlwerk war jedoch keine lange Lebenszeit vergönnt. Nach mehreren Betriebsstilllegungen wurde das König-Albert-Werk im Dezember 1930 endgültig stillgelegt.
Der Name der Maxhütte lebt jedoch bis heute in der neben dem Werk um 1898 entstandenen Arbeitersiedlung Maxhütte fort. Am 1. April 1939 wurde die Siedlung Maxhütte zusammen mit Brand von Lichtentanne nach Zwickau umgegliedert. In der Gegenwart gehört die Siedlung Maxhütte zum Stadtteil Gebiet Reichenbacher Straße und Freiheitssiedlung (amtliche Nummer 41) im Stadtbezirk Zwickau-West. Während die einstige Arbeiterwohnsiedlung heute in seine Gesamtheit als Flächendenkmal unter Denkmalschutz steht, haben sich auf dem einstigen Werksgelände neue Gewerbebetriebe angesiedelt.